# Grad Svibno
Grad Svibno (nemško Scharffenberg) je bil grad, ki je stal v vasi Svibno v Občini Radeče.

## Zgodovina
Grad so pozidali vojvode Spanheimi verjetno že v 12. stol. Po Valvasorju naj bi grad Svibno pozidal Arnulf Svibenski že leta 928. Leta 1169 se prvič omenjajo vitezi Ostrovrharji, kateri so imeli svoj sedež na gradu Svibno. Sam grad se izrecno omenja šele leta 1327. Grad je bil razdejan in prepuščen propadu v 17. stol.